# Johann Michael Bretschneider

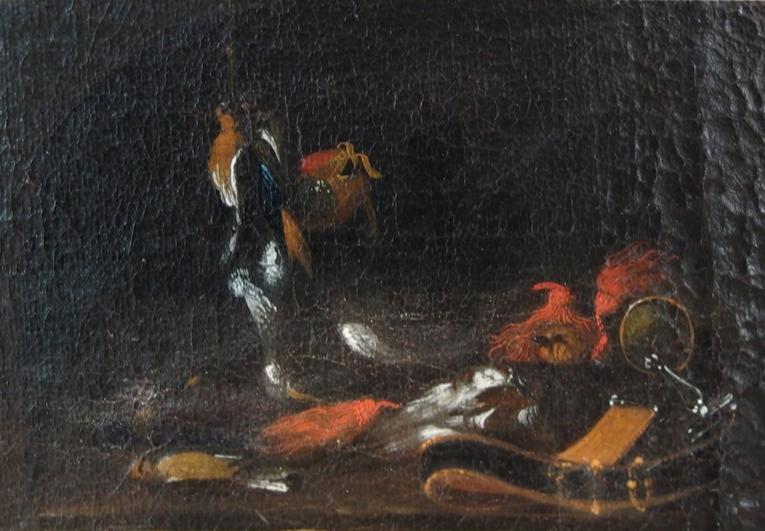
Johann Michael Bretschneider, 16,6x11,5cm, 1715, "B99", huile sur toile, Collection Privée

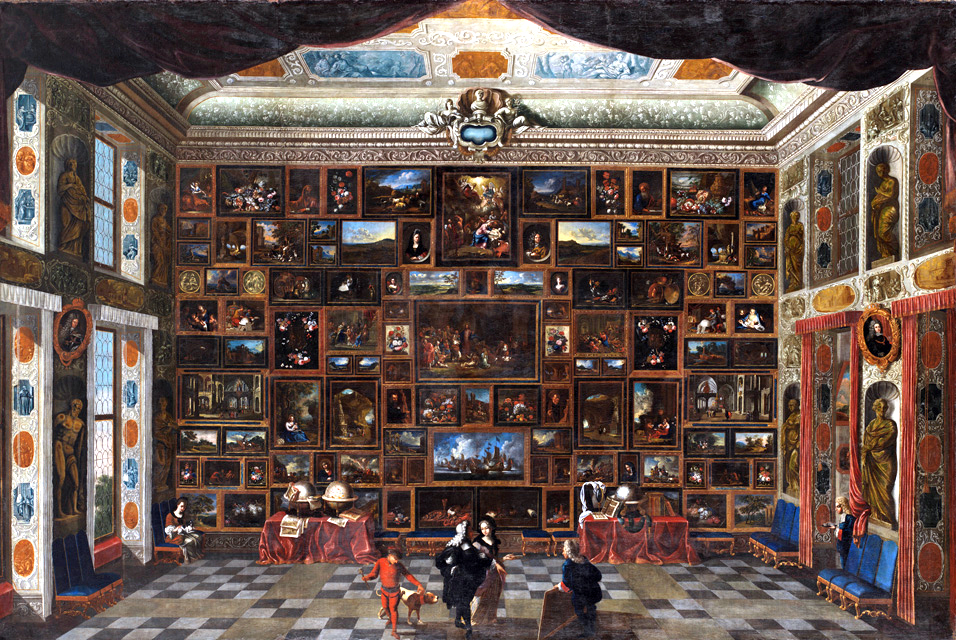
Johann Michael Bretschneider, 195,1x342,4cm, 1702, "Gemäldegalerie", huile sur toile, Nuremberg, Germanisches Nationalmuseum (Inv.-Nr. 5556)

Johann Michael Bretschneider (né le 15 septembre 1656,, ou le 15 septembre 1680 à Aussig en royaume de Bohême ; mort le 27 octobre 1729 à Vienne) est un peintre allemand baroque.

## Biographie
Johann Michael Bretschneider est le fils de Wentzel Bretschneider, pharmacien, et de Ludmilla Bretschneider.
Son maître n'est pas connu, il travailla plusieurs années au côté de Johann Rudolf Byss (1660–1738) à Prague.
Il a un fils nommé Niklas. 
En 1700, il est admis dans la guilde des peintres de Prague, il obtiendra la nationalité un an plus tard. Il restera à Prague jusqu’en 1703. 
D’après un ouvrage de Georg Kaspar Nagler publié en 1835, Johann Michael Bretschneider vivra à Vienne jusqu’en 1720.